# Acanthosepion aculeatum
La sepia aculeata es una sepia que habita las costas orientales del océano Índico y desde allí al Mar de China hasta el Japón, en el océano Pacífico; se ubica en el clado del género acanthosepion, junto con otras especies como S. esculenta , S. lycidas , S. pharaonis y S. recurvirostra. (Lupše et al. 2023)
La especie acanthosepion aculeatum, más conocido como sepia aguja, se caracteriza por sus espinas dorsales en forma de aguja y su notable capacidad de presentar patrones de camuflaje complejos; este rasgo es característico de las sepias del género sepia. (Allen et al. 2014; Norman et al. 2016; Hanlon y Messenger 2018; Montague et al. 2021)

### Hábitat
Al tratarse de una especie demersal y nerítica, S. aculeata se localiza en zonas costeras de aguas tropicales y subtropicales, extendiéndose hacia partes de los océanos Índico y Pacífico. (Reid 1998; Lupše et al. 2023) La especie habita mayormente en los fondos arenosos y zonas de escombro cerca de los arrecifes de coral, y en ocasiones se puede encontrar en aguas más profundas. (Reid et al. 2005)

### Distribución geográfica

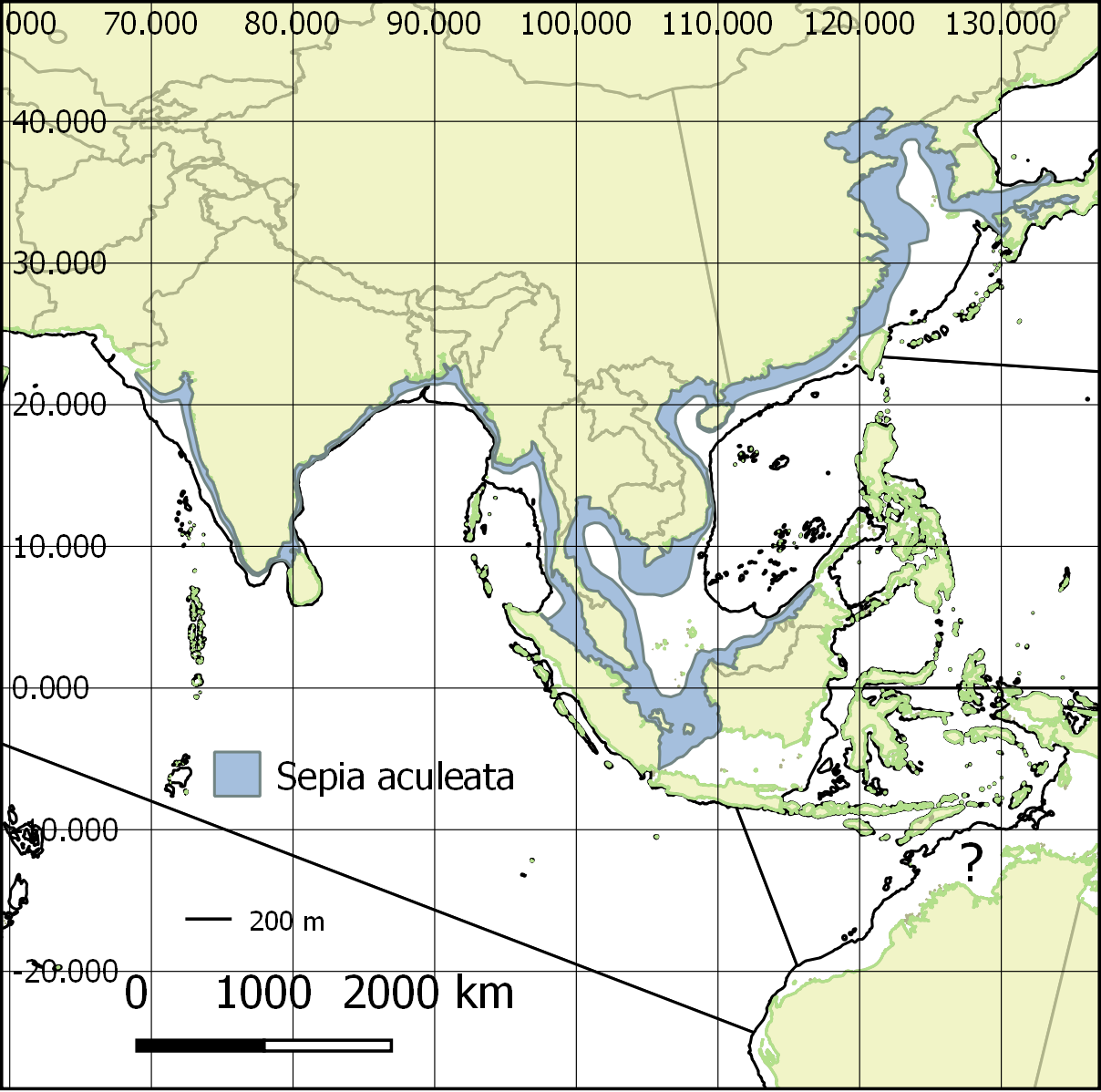
Distribución de acanthosepion aculeatum

Se distribuyen por los océanos Pacífico e Índico: desde el sur de la India hasta el Mar de China Meridional, y desde el Mar de China Oriental hasta el centro de Japón.

### Características
S. aculeata presenta un manto en forma oblonga con una tonalidad marrón pálida y un patrón de manchas blancas en su manto. Mientras que su superficie ventral es blanca. Tienen una maza tentacular larga de 10 a 12 ventosas diminutas y subiguales en cada fila a lo largo de la maza en los machos, 13 o 14 ventosas a lo ancho en las hembras; presencia de membranas protectoras de la maza no unidas, que se extienden proximalmente a lo largo de la cara oral del pedúnculo en forma de crestas bajas. Brazo izquierdo IV hectocotilizado: unas doce ventosas normales (tres series) proximales, seguidas de unas cinco o seis series de ventosas muy pequeñas en filas longitudinales ventrales; ventosas correspondientes de hileras longitudinales dorsales extremadamente diminutas (o incluso ausentes) en un surco profundo y liso.
Además, presenta una espina en el extremo posterior del jibión (extremo inferior) y las estrías anteriores del jibión tienen forma de U invertida.

### Alimentación
Las sepias aguja son carnívoras y se alimentan principalmente de peces pequeños, crustáceos y otros invertebrados.

### Reproducción
La principal temporada de desove es entre octubre y marzo, aunque la presencia de hembras maduras en todos los meses indica una temporada de desove prolongada con dos picos: septiembre y marzo-abril. Alcanzan la madurez sexual con una longitud del manto de 86 mm. Tanto las hembras como los machos parecen madurar casi al mismo tamaño. Las hembras son dominantes sobre todo a partir de los 150 mm de longitud. La fecundidad oscila entre 206 y 1568 óvulos. Con ello se tienen registros de puesta de entre 214 y 4143 huevos. Los picos del índice gonadal en ambos sexos se producen en febrero, por ello se presume que uno de los períodos de maduración de los animales se extiende de febrero a abril. Se observa un segundo aumento del índice gonadal en agosto, en el macho, y en julio, en la hembra, lo que indica un segundo período de maduración. Esto sugiere la presencia de un ciclo reproductivo bianual en Sepia aculeata.
La glándula digestiva en las sepias muestra una relación directa con la gónada debido a su papel clave en el suministro de energía y nutrientes necesarios para la reproducción. Durante la maduración sexual, esta glándula participa activamente en la síntesis, almacenamiento y transferencia de compuestos como lípidos y proteínas hacia las gónadas, especialmente en hembras que requieren grandes cantidades de reservas para la producción de huevos. Además de su función digestiva, actúa como un órgano metabólico que regula procesos esenciales para el desarrollo reproductivo. Esto se hace notorio cuando el índice gonadal es alto entre febrero y abril. Esta correlación directa entre la gónada y el órgano de almacenamiento no se ha observado en ninguna otra especie de moluscos, aunque se ha observado una relación inversa en Halitois cracherodii y H. rufescens.

### Conservación
Debido a su valor comercial y a la alta demanda tanto a nivel nacional como internacional, S. aculeata requiere de medidas de manejo pesquero que garanticen la sostenibilidad de sus poblaciones. Se ha propuesto establecer una talla mínima legal de captura de 90 mm de longitud del manto dorsal, con el objetivo de evitar la sobrepesca por crecimiento y permitir que los individuos inmaduros alcancen al menos una vez la madurez sexual antes de ser capturados.